# Inzenhof (Burgenland)
Inzenhof (ungarisch Borosgödör) ist eine Gemeinde mit 336 Einwohnern (Stand 1. Jänner 2025) im Bezirk Güssing im Burgenland in Österreich.

## Geografie
Inzenhof ist eine Gemeinde im Südburgenland rund fünf Kilometer südlich von Güssing. Sie hat eine Größe von sechs Quadratkilometern und liegt in 260 Meter Seehöhe. Fast die Hälfte der Fläche wird landwirtschaftlich genutzt, über vierzig Prozent sind bewaldet.

### Gemeindegliederung
Inzenhof ist die einzige Ortschaft in der Gemeinde. Weitere Orte sind Fuchsgraben, Kranigraben und Weinberg.

### Nachbargemeinden
|        | Kleinmürbisch                               |              |
|        | Kompassrose, die auf Nachbargemeinden zeigt | Großmürbisch |
| Ungarn | Tschanigraben                               | Ungarn       |

## Geschichte
Der Ort gehörte, wie das gesamte Burgenland, bis 1920/21 zu Ungarn (Deutsch-Westungarn). Seit 1898 musste aufgrund der Magyarisierungspolitik der Regierung in Budapest der ungarische Ortsname Borosgödör verwendet werden. Nach Ende des Ersten Weltkriegs wurde nach zähen Verhandlungen Deutsch-Westungarn in den Verträgen von St. Germain und Trianon 1919 Österreich zugesprochen.
Der Ort gehört seit 1921 zum neu gegründeten Bundesland Burgenland.

## Kultur und Sehenswürdigkeiten
- vier Zollhäuser: denkmalgeschützt

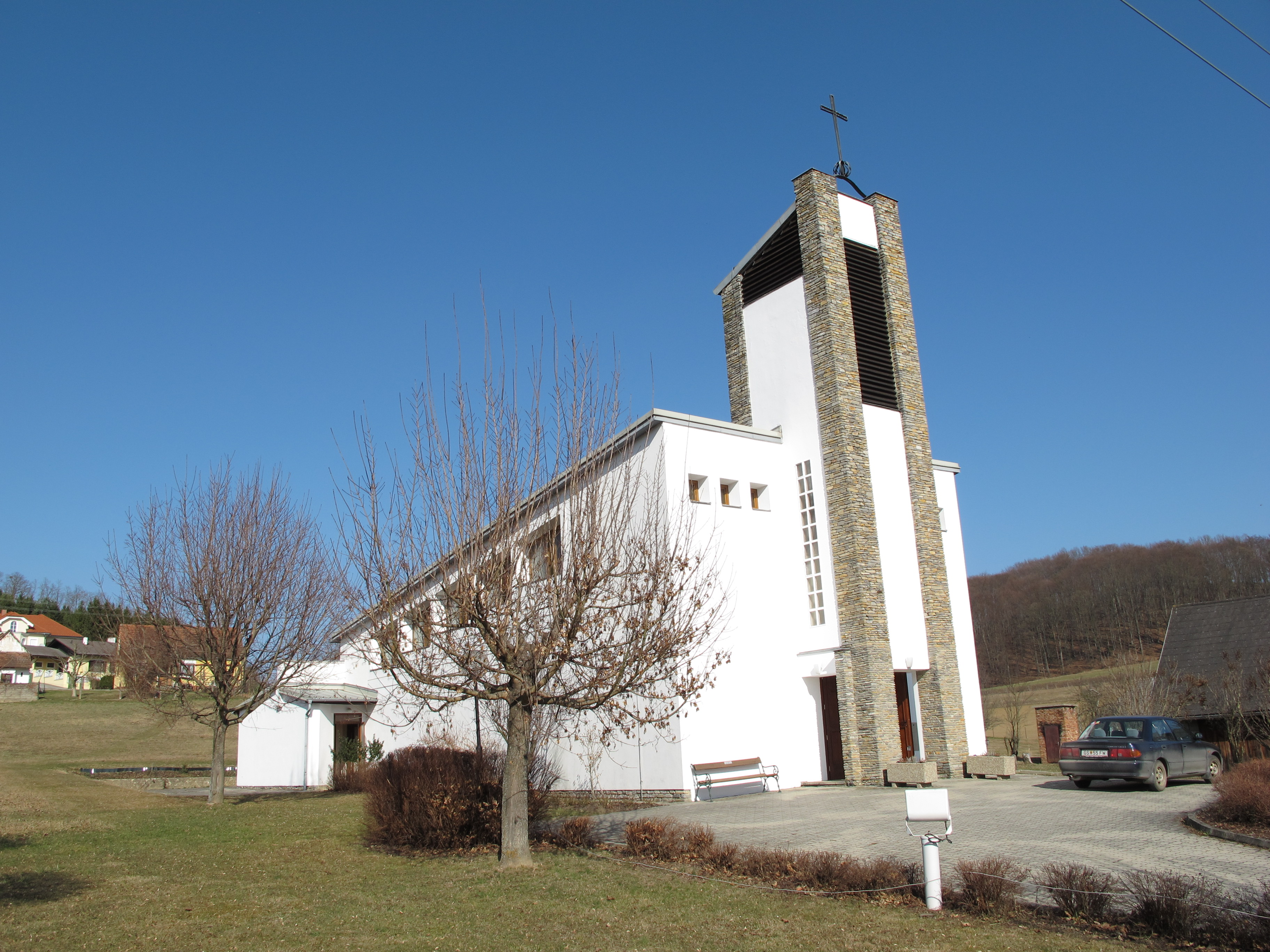
Kirche Inzenhof

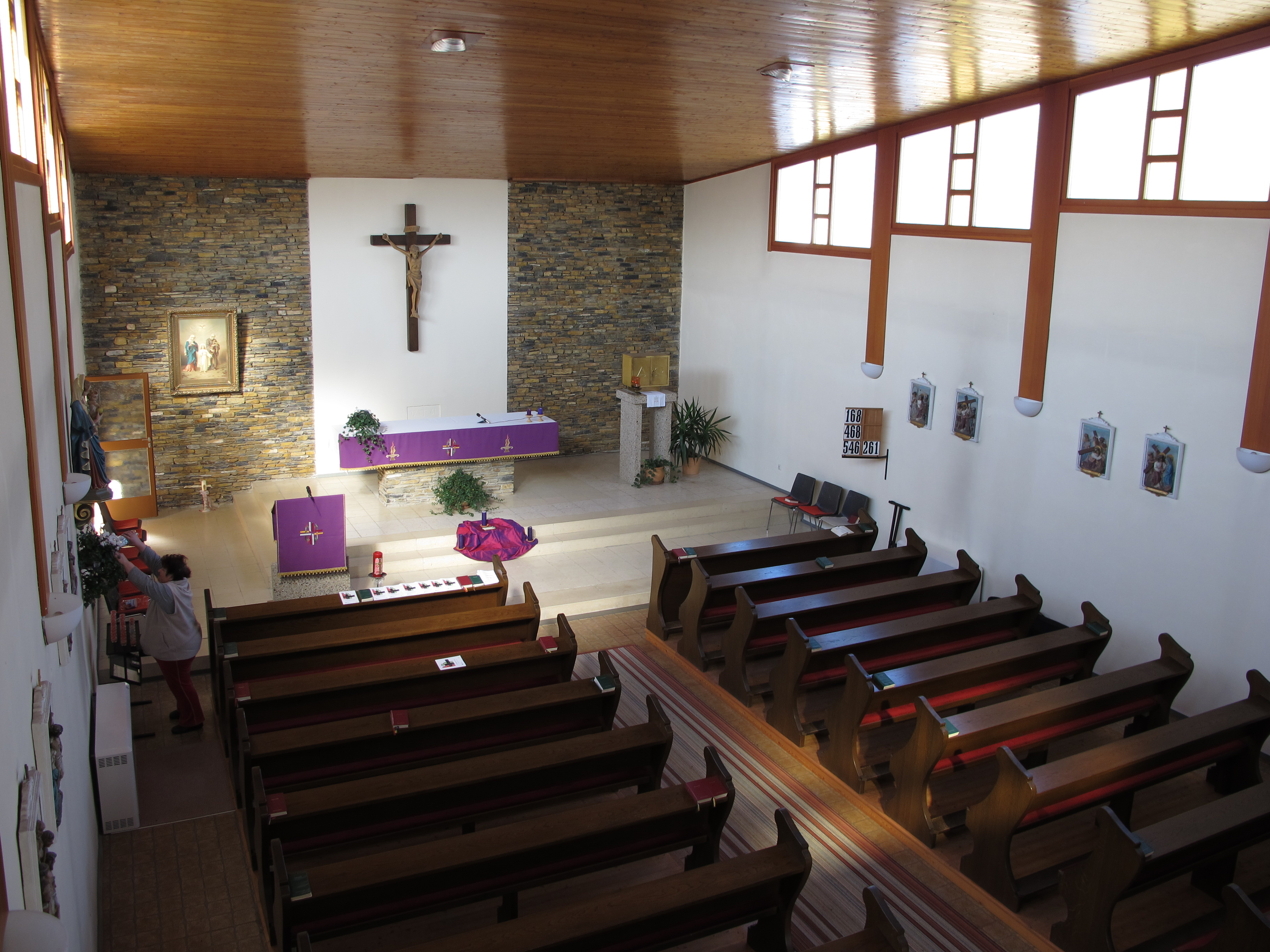
Kirche Inzenhof: Innenansicht

- Kirche Inzenhof: Architekt Anselm Podlipny

## Politik

### Gemeinderat

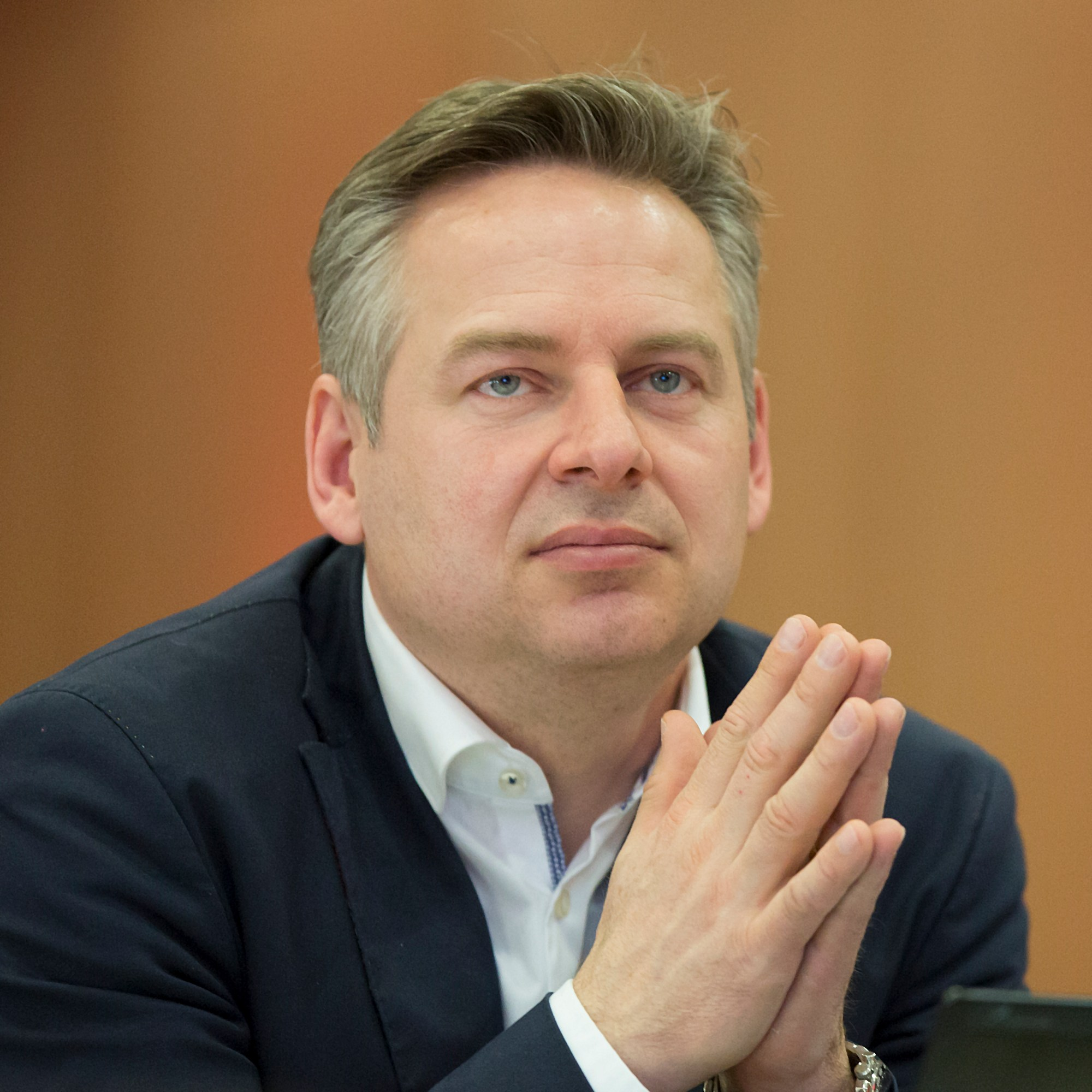
Bürgermeister Jürgen Schabhüttl

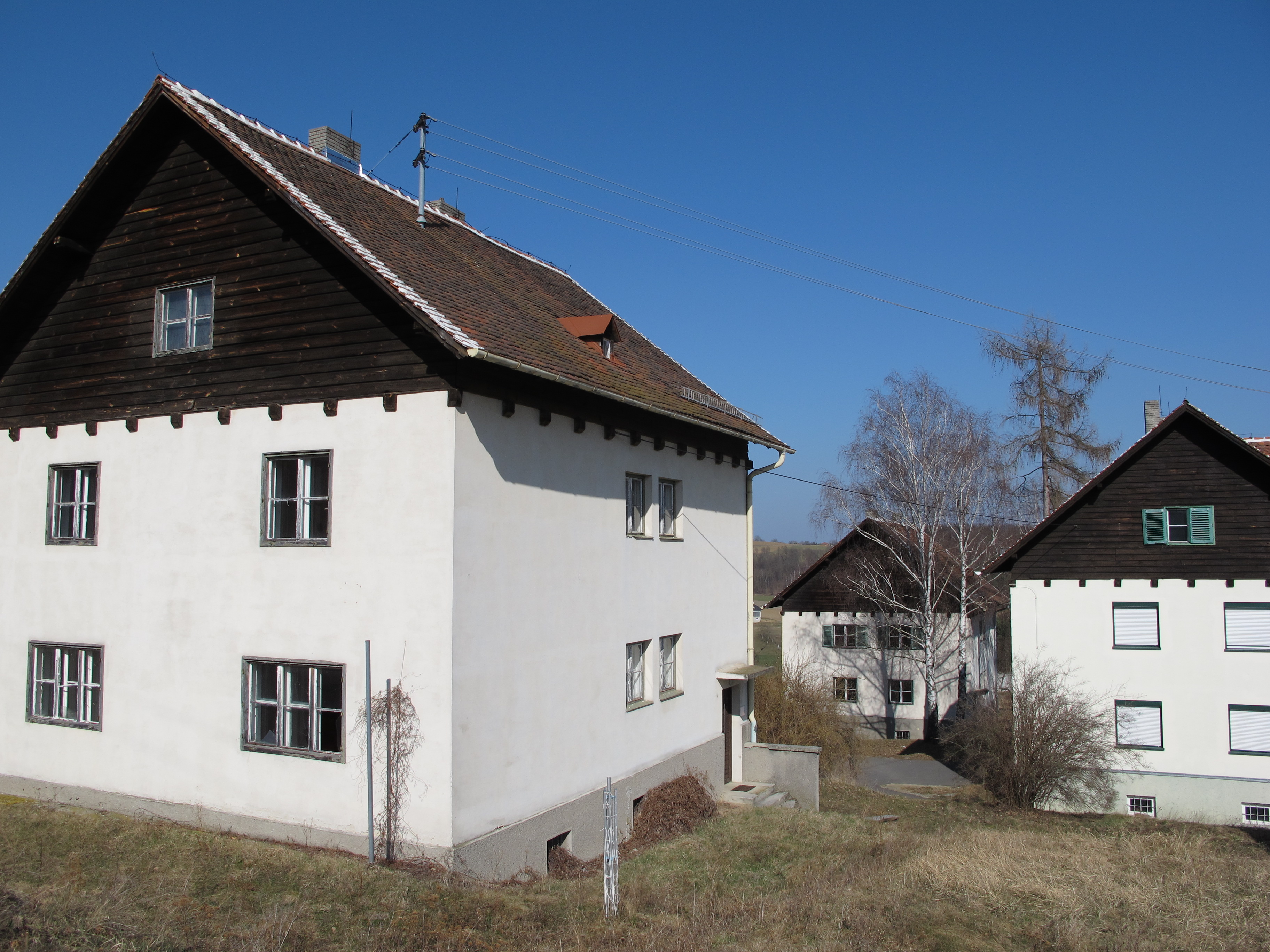
Denkmalgeschützte Zollhäuser

Der Gemeinderat umfasst aufgrund der Anzahl der Wahlberechtigten insgesamt 11 Mitglieder.
| Partei          | 2022             | 2022             | 2022             | 2017             | 2017             | 2017             | 2012             | 2012             | 2012             | 2007             | 2007             | 2007             | 2002             | 2002             | 2002             | 1997             | 1997             | 1997             |
| Partei          | Sti.             | %                | M.               | Sti.             | %                | M.               | Sti.             | %                | M.               | Sti.             | %                | M.               | Sti.             | %                | M.               | Sti.             | %                | M.               |
| --------------- | ---------------- | ---------------- | ---------------- | ---------------- | ---------------- | ---------------- | ---------------- | ---------------- | ---------------- | ---------------- | ---------------- | ---------------- | ---------------- | ---------------- | ---------------- | ---------------- | ---------------- | ---------------- |
| SPÖ             | 214              | 58,31            | 6                | 190              | 58,46            | 7                | 252              | 75,00            | 9                | 186              | 61,18            | 7                | 140              | 58,58            | 7                | 137              | 57,56            | 7                |
| ÖVP             | 153              | 41,69            | 5                | nicht kandidiert | nicht kandidiert | nicht kandidiert | 84               | 25,00            | 2                | 118              | 38,82            | 4                | 93               | 38,91            | 4                | 86               | 36,13            | 4                |
| UL ÖVP A1       | nicht kandidiert | nicht kandidiert | nicht kandidiert | 135              | 41,54            | 4                | nicht kandidiert | nicht kandidiert | nicht kandidiert | nicht kandidiert | nicht kandidiert | nicht kandidiert | nicht kandidiert | nicht kandidiert | nicht kandidiert | nicht kandidiert | nicht kandidiert | nicht kandidiert |
| FPÖ             | nicht kandidiert | nicht kandidiert | nicht kandidiert | nicht kandidiert | nicht kandidiert | nicht kandidiert | nicht kandidiert | nicht kandidiert | nicht kandidiert | nicht kandidiert | nicht kandidiert | nicht kandidiert | 6                | 2,51             | 0                | 15               | 6,30             | 0                |
| Wahlberechtigte | 424              | 424              | 424              | 376              | 376              | 376              | 381              | 381              | 381              | 337              | 337              | 337              | 290              | 290              | 290              | 298              | 298              | 298              |
| Wahlbeteiligung | 90,09 %          | 90,09 %          | 90,09 %          | 92,02 %          | 92,02 %          | 92,02 %          | 92,65 %          | 92,65 %          | 92,65 %          | 93,18 %          | 93,18 %          | 93,18 %          | 86,21 %          | 86,21 %          | 86,21 %          | 85,91 %          | 85,91 %          | 85,91 %          |

### Bürgermeister
Bürgermeister ist Jürgen Schabhüttl (SPÖ).
Nach dem altersbedingten Rücktritt von Gerhard Schabhüttl (SPÖ) wurde am 30. März 2007 Jürgen Schabhüttl (SPÖ) vom Gemeinderat zum neuen Bürgermeister gewählt. Bei der Bürgermeisterdirektwahl am 7. Oktober 2007 wurde er von 59,87 % der Wähler in seinem Amt bestätigt. Bei der Wahl 2012 betrug sein Stimmenanteil sogar 77,75 %. Bei der Wahl am 1. Oktober 2017 hatte Jürgen Schabhüttl in Christoph Kurta, der für die Liste Unabhängige Liste & ÖVP antrat, einen neuen Mitbewerber, erhielt aber dennoch 65,88 % Zustimmung. Damit ging der Polizeibeamte Jürgen Schabhüttl, der von 15. Juli 2015 bis 8. November 2017 auch Abgeordneter zum österreichischen Nationalrat war und seit 16. November 2017 Mitglied des österreichischen Bundesrats ist, in seine dritte Funktionsperiode als Bürgermeister.

### Wappen
Am 28. März 2011 wurde vom Gemeinderat für die Gemeinde ein Gemeindewappen beschlossen. Die Wappenverleihung erfolgte am 13. Mai 2012 im Rahmen eines Festaktes durch den Landeshauptmann des Burgenlandes, Hans Niessl.
Das Wappen stellt die in Inzenhof geschichtlich belegten Häuser mit Strohdach und den Weinbau dar.
Blasonierung: „Über goldenem Schildfuß in Rot ein goldenes Haus mit schwarzen Fensteröffnungen und einem goldenen Giebeldach, das Dach beseitet von zwei einwärts gekehrten goldenen Trauben 4:3:2:1 mit zwei goldenen Blättern.“ Die Gemeindefarben wurden mit Rot/Gold festgelegt.

## Persönlichkeiten
Personen mit Beziehung zum Ort:
- Andreas Vitásek (* 1956), Kabarettist, Schauspieler und Regisseur, bewohnt einen Zweitwohnsitz in Inzenhof[10]
- Konstanze Breitebner (* 1959), Schauspielerin und Drehbuchautorin, bewohnt einen Zweitwohnsitz in Inzenhof[10]
- Gerald Keszler (* 1963), Gründer und Organisator des Life Balls, bewohnt einen Zweitwohnsitz in Inzenhof[10]